# Magnolia ekmanii
Magnolia ekmanii är en magnoliaväxtart som beskrevs av Ignatz Urban. Magnolia ekmanii ingår i släktet Magnolia och familjen magnoliaväxter. Inga underarter finns listade i Catalogue of Life.